# Rome, Ohio
Rome là một làng thuộc quận Adams, tiểu bang Ohio, Hoa Kỳ. Năm 2010, dân số của làng này là 94 người.

## Dân số
- Dân số năm 2000: 117 người.
- Dân số năm 2010: 94 người.